# Strada A11 (Gran Bretagna)
La strada A11 (in inglese A11 road) è una delle principali strade di categoria A britanniche.
In origine correva approssimativamente in direzione nord-est/sud-ovest tra Londra e Norwich, nel Norfolk. Ora consiste in una breve sezione nell'Inner London e una sezione più lunga nel Cambridgeshire, Suffolk e Norfolk.

## Percorso

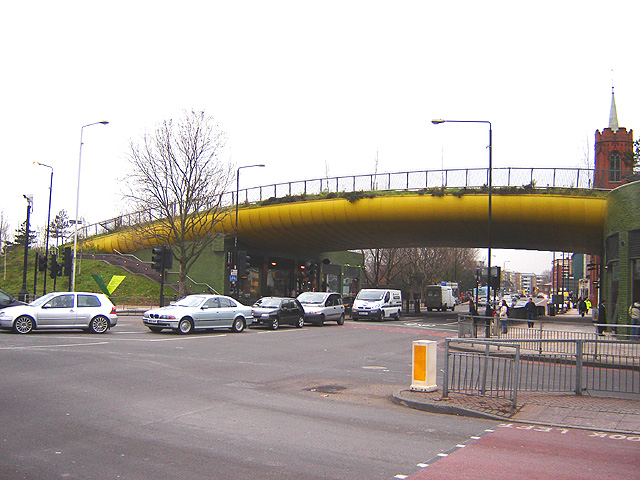
La strada A11 assume la denominazione di Mile End Road nel tratto che attraversa Mile End; il Green Bridge attraversa la Mile End Road estendendo il Parco di Mile End sopra la strada

### Grande Londra
La strada A11 inizia a Aldgate, nella Città di Londra, all'incrocio tra Fenchurch Street e Leadenhall Street.
Da qui, la strada si dirige verso nord-est assumendo prima la denominazione Aldgate High Street ed, entrando nel borgo londinese di Tower Hamlets, Whitechapel High Street.
La strada attraversa Whitechapel (scorrendo di fronte al Royal London Hospital), Stepney (dove si trova l'antico casello il pedaggio della strada), Mile End e Bow.
A Bow, dopo la chiesa di Santa Maria e della Santissima Trinità, si trova un incrocio a tre livelli, noto come Bow Interchange, dove la strada A12 (East Cross Route) e la strada A11 e la strada A118 si incrociano.
Presso il Bow Interchange, in corrispondenza del confine tra il borgo londinese di Newham, la denominazione A11 termina e diventa, appunto, la A118.

Questo cambiamento di numerazione è avvenuto dopo l'apertura dell'estensione della strada A12 nel 1999, per rendere la vecchia A11 una strada meno importante e incentivare il traffico a utilizzare la nuova strada a doppia carreggiata tra Bow e Leytonstone.

### Cambridgeshire, Suffolk e Norfolk
La denominazione "A11" riappare presso lo svincolo 9A della motorway M11, al confine tra l'Essex e il Cambridgeshire.
Da qui, per il resto del suo percorso, la strada A11 segue approssimativamente il percorso dell'antica strada romana che ricalca.

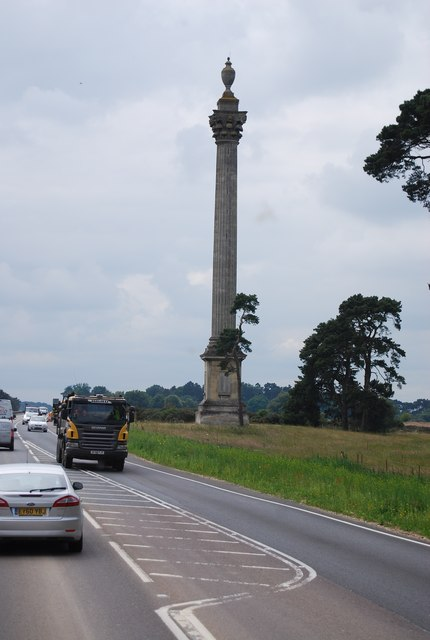
Il monumento ai caduti di Elveden che sorge accanto alla strada A11

In passato, la strada A11 passava attraverso il centro Newmarket; nel luglio del 1975, è stata inaugurata una tangenziale a doppia corsia che permette di bypassare la cittadina. La tratta abbandonata è diventata la strada A1304.
Quando la tangenziale di Newmarket incontra la strada A14, il percorso della strada A14 si sovrappone a quello della A11; l'A11 riappare a nord-est di Newmarket e, fino a Norwich, rimane una strada a doppia carreggiata.
Dopo Newmarket, la strada A11 entra nella contea del Suffolk, presso Red Lodge.
La strada aggira Barton Mills prima di entrare nel Norfolk nella foresta di Thetford, passando accanto al monumento ai caduti di Elveden, alto 34 m.

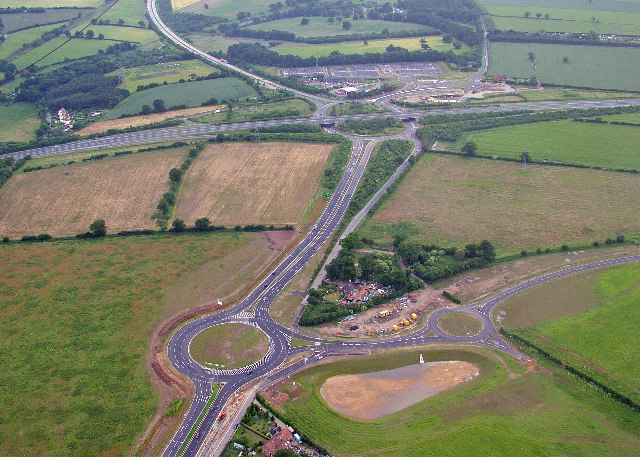
L'incrocio tra le strade A11 e A47, noto come Thickthorn Interchange

La strada continua verso nord-est bypassando Thetford, Attleborough e Wymondham. In origine, l'A11 passava attraverso il centro di tutte e tre le città, causando congestione che spesso diventava la causa di rallentamenti lungo il percorso. Passa anche vicino al circuito automobilistico di Snetterton.
Entrando a Norwich, la strada torna a carreggiata singola e prende il nome di Newmarket Road. Termina presso la rotonda di St Stephens Street, vicino al centro della città.
Vari tratti della strada A11 tra lo svincolo con la motorway M11, nel Cambridgeshire, e Norwich sono stati recentemente migliorati a doppia carreggiata: il tratto tra Roudham Heath e Attleborough è stato raddoppiato nel 2003 e la tangenziale di Attleborough è stata raddoppiata nel 2007. La strada precedentemente a carreggiata singola tra Thetford e la rotonda Fiveways è ora a doppia carreggiata ed è stata aperta nel dicembre 2014.

## Gestione
La gestione della strada A11 è affidata, all'interno del territorio della Grande Londra, all'Autorità della Grande Londra (tramite la divisione London Streets di Transport for London), mentre all'interno del territorio delle contee del Cambridgeshire, del Suffolk e del Norfolk, a National Highways.